# گرین ولی فارمز (تگزاس)
گرین ولی فارمز (به انگلیسی: Green Valley Farms) یک منطقهٔ مسکونی در ایالات متحده آمریکا است که در شهرستان کمرون، تگزاس واقع شده‌است. گرین ولی فارمز ۱۰٫۳ کیلومتر مربع مساحت و ۱٬۲۷۲ نفر جمعیت دارد و ۶ متر بالاتر از سطح دریا واقع شده‌است.